# House of Lies
House of Lies è una serie televisiva statunitense trasmessa dall'8 gennaio 2012 sulla rete via cavo Showtime. L'episodio pilota era già stato distribuito online dal 27 dicembre 2011.

## Trama
La serie è incentrata su una particolare azienda di servizi operante nel settore del management consulting, ovvero quel settore professionale che offre ad imprese o altro tipo di associazioni consulenze gestionali, aiutando a migliorare le proprie prestazioni attraverso l'analisi dei problemi organizzativi e la formulazioni di piani di ottimizzazione. Lo staff della compagnia è guidato dallo spietato Marty Kaan, che non si fa scrupoli a ricorrere a qualsiasi mezzo pur di soddisfare i propri clienti. Ad assisterlo è la scaltra Jeannie Van Der Hooven, neolaureata presso la Columbia University. Fanno parte del suo team anche Clyde Oberholt e Doug Guggenheim.

## Episodi
| Stagione         | Episodi | Prima TV USA | Prima TV Italia |
| ---------------- | ------- | ------------ | --------------- |
| Prima stagione   | 12      | 2012         | 2016            |
| Seconda stagione | 12      | 2013         | 2017            |
| Terza stagione   | 12      | 2014         | 2017            |
| Quarta stagione  | 12      | 2015         | 2017            |
| Quinta stagione  | 10      | 2016         | 2017            |

## Personaggi e interpreti

### Principali
- Marty Kaan, interpretato da Don Cheadle, doppiato da Fabio Boccanera.
È uno spietato e cinico consulente gestionale, che non si fa scrupoli a ricorrere ad ogni mezzo necessario per soddisfare i propri clienti. Durante la serie viene a galla il suo lato umano e i suoi difficili rapporti familiari.
- Jeannie Van Der Hooven, interpretata da Kristen Bell, doppiata da Federica De Bortoli.
È un'avvenente neolaureata che fa da braccio destro a Marty.
- Clyde Oberholt, interpretato da Ben Schwartz, doppiato da Gabriele Lopez.
È membro dello staff di Marty.
- Doug Guggenheim, interpretato da Josh Lawson, doppiato da Edoardo Stoppacciaro.
È membro dello staff di Marty.
- Monica, interpretata da Dawn Olivieri.
Ex moglie di Marty, è anch'essa alla guida di una compagnia di consulenze, in competizione con quella dell'ex marito.
- Roscoe Kaan, interpretato da Donis Leonard Jr..
È il giovane figlio di Marty.
- Jeremiah Kaan, interpretato da Glynn Turman.
È il padre di Marty, di professione psicoanalista.

### Ricorrenti
Stagione 1
- K. Warren McDale, interpretato da John Aylward.
Presidente e amministratore della Metro-Capital.
- Rachel Norbert, interpretata da Anna Camp.
Ex-moglie di Greg.
- Marco "The Rainmaker" Pelios, interpretato da Griffin Dunne.
Presidente, amministratore e senior partner della Galweather-Stearn.
- April, interpretata da Megalyn Echikunwoke.
Ragazza spogliarellista di Marty.
- Principale Gita, interpretato da Mo Gaffney.
Preside della scuola che frequenta Roscoe.
- Greg Norbert, interpretato da Greg Germann.
Amministratore della Metro-Capital.
- Harrison "Skip" Galweather, interpretato da Richard Schiff.
Senior partner e cofondatore della Galweather-Stearn.

Stagione 2
- Julianne Hofschrager, interpretata da Bess Armstrong.
Amministratore ad interim della Galweather-Stearn.
- Nate, interpretato da Adam Brody.
Amministratore e presidente di un'azienda che produce giocattoli sessuali.
- Mr. Pinkus, interpretato da Kevin Dobson.
Proprietario dell'Emerald casinò di Las Vegas.
- Brynn, interpretato da Lisa Edelstein.
Assistente e PR di Carl Criswell.
- Alex Dushkin, interpretato da Taylor Gerard Hart.
Co-proprietario del War Nightclub di Las Vegas.
- Kyle Dushkin, interpretato da Evan Hart.
Co-proprietario del War Nightclub di Las Vegas.
- Tessa, interpretata da Ronete Levenson.
Chef vegana ed ex ragazza di Monica.
- Tamara, interpretata da Nia Long.
Nuova impiegata della Galweather-Stearn e compagna di college di Marty.
- Zanna, interpretata da Eden Malyn.
Assistente personale del PDO.
- Carl Criswell, interpretato da Michael McDonald.
Presidente e amministratore della US National Bank.
- Kevin, interpretato da Elimu Nelson.
Marito di Tamara.
- Sarah Guggenheim, interpretata da Jenny Slate.
Fidanzata, ed in seguito, moglie di Doug.
- Malcolm Kaan, interpretato da Larenz Tate.
Fratello di Marty.
- Michael Carlson, interpretato da Mather Zickel.
Proprietario del Vibrato Casinò di Las Vegas.

Stagione 3
- Caitlyn Hobart, interpretata da Genevieve Angelson.
Membro dell'amministrazione della nuova società di Marty.
- Everett, interpretato da Eugene Cordero.
Membro dell'amministrazione della nuova società di Marty.
- Moglie di Dre, interpretata da Brigid Coulter.
E'la moglie di Andrew "'Dre" Collins.
- Marisa McClintock, interpretata da Eliza Coupe.
Fondatrice di un'azienda online che chiede consiglio alla Kaan e soci.
- Will, interpretato da Ryan Gaul.
Membro dell'amministrazione della nuova società di Marty.
- Jeffrey, interpretato da Rob Gleeson.
Membro dell'amministrazione della nuova società di Marty.
- Benita Spire, interpretata da Lauren Lapkus.
Membro dell'amministrazione della nuova società di Marty.
- Chantelle, interpretata da Alice Hunter.
Giovane laureata che chiede un appuntamento a Jeremiah.
- Gil Selby, interpretato da John Carroll Lynch.
Uno dei membri senior della Galweather-Stearn.
- Andrew "Dre" Collins, interpretato da Mekhi Phifer.
Cofondatore di una linea di abiti hip pop. E'anche uno spacciatore.
- Lukas Frye, interpretato da T.I..
Cofondatore di una linea di abiti hip pop. E'anche uno spacciatore.
- JC, interpretato da Brad Schmidt.
Membro dell'amministrazione della nuova società di Marty.
- Robert Tretorn, interpretato da Daniel Stern.
Presidente, amministratore e fondatore della Free Range Foods.
- Lex, interpretata da Bex Taylor-Klaus.
Compagna di Roscoe che ha su di lui una brutta influenza.
- Christy, interpretata da Milana Vayntrub.
Membro dell'amministrazione della nuova società di Marty, arrestata e licenziata per aver tentato di pugnalare Monica.

Stagione 4
- Denna Altshuler, interpretata da Mary McCormack.
Investitrice e proprietaria della Global Investments.
- Ellis Gage Hightower, interpretato da Demetri Martin.
Giovane uomo d'affari senza scrupoli.
- Kelsey, interpretata da Valorie Curry.
Informatica che manda lettere in codice sia a Doug che a Clyde.
- Maya Lindholm, interpretata da Alicia Witt.
Ingegnere e partner di Ellis Gage.
- Harvey Oberholt, interpretato da Fred Melamed.
Il padre di Clyde che ha una difficile relazione col figlio affetto dal cancro.

Stagione 5
- Tess Symington, interpretata da Brianna Baker.
Proprietaria di Green Point, giocatrice di Dungeons & Dragons e fidanzata di Doug.
- Ron Zobel, interpretato da Steven Weber.
Socio in affari di Marty.
- Rita, interpretata da Wanda Sykes.
Compagna di Jeremiah.
- Seth Buckley, interpretato da Glenn Howerton.
Candidato sindaco che instaura una relazione con Jeannie.
- Donald, interpretato da Donald Faison.
Amico e partner a golf di Marty.
- Fratelli Kohl, interpretati da Michael Cudlitz e Stacey Hinnen.
Uomini d'affari che con Marty vorrebbero aprire un business a Cuba, ma falliscono finendo per litigare tra di loro.

## Produzione
La serie, una dark comedy ideata da Matthew Carnahan, è basata sul romanzo del 2005 House of Lies: How Management Consultants Steal Your Watch and Then Tell You the Time, scritto da Martin Kihn. Showtime approvò la produzione di un episodio pilota nel dicembre del 2010, mentre Jessika Borsiczky aveva affiancato Carnahan come produttrice esecutiva e Stephen Hopkins venne ingaggiato per dirigere il primo episodio. Nello stesso mese si aprì il casting; Don Cheadle fu il primo ad essere ingaggiato per il ruolo del protagonista Marty Kaan. Durante il mese successivo vennero ingaggiati anche Dawn Olivieri, per il ruolo di Monica, ex moglie di Marty; Kristen Bell, Ben Schwartz e Josh Lawson, per interpretare rispettivamente Jeannie Van Der Hooven, Clyde Oberholt e Doug Guggenheim, membri dello staff di Marty; Donis Leonard Jr. e Glynn Turman, per i ruoli del figlio e del padre psicoanalista di Marty.
Dopo le riprese dell'episodio pilota, girato nelle città di Los Angeles, location principale della serie, e New York, il 7 aprile 2011 Showtime ordinò una prima stagione completa di dodici episodi. Tra gli attori ingaggiati successivamente per interpretare personaggi secondari figurano Griffin Dunne, interprete di un consulente famoso a livello internazionale; Michael Rady, interprete del ricco conservatore Wes; e Richard Schiff, interprete del capo dell'azienda di Marty.
Durante il TCA Summer Press Tour del 2011 fu annunciata la data del debutto televisivo della serie, trasmessa dall'8 gennaio 2012, dopo che l'episodio pilota era stato distribuito online a partire dal 27 dicembre 2011 sul sito ufficiale di Showtime, su YouTube e su alcuni canali on demand. Il 1º febbraio 2012 fu annunciato il rinnovo per una seconda stagione.